# Chiesa di San Crisogono
La chiesa di San Crisogono o San Grisogono (in croato Sv. Krševan) è una chiesa di Zara.

## Storia

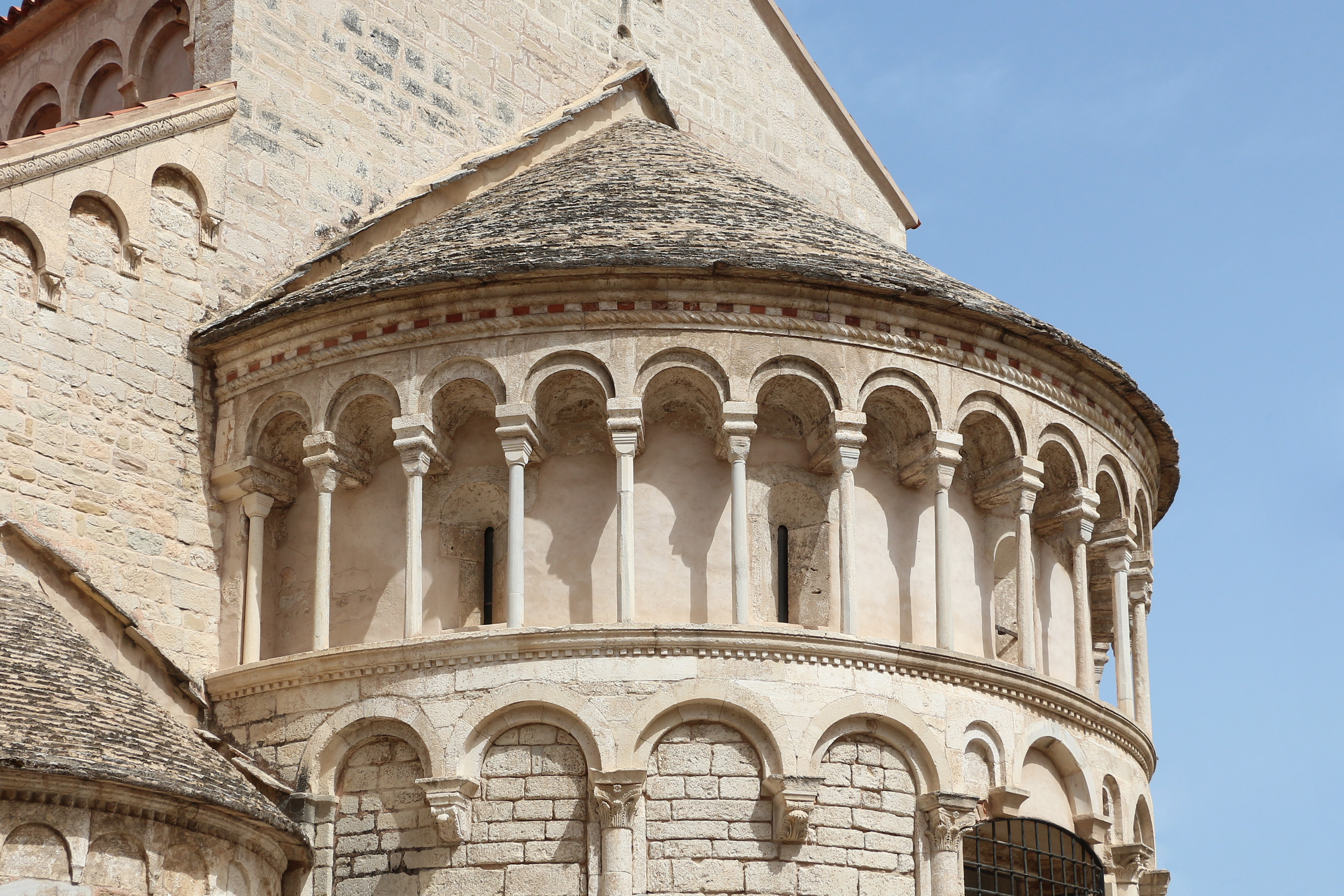
L'abside.

Fu eretta nel VI secolo sull'area di un antico mercato romano, e inizialmente fu dedicata a Sant'Antonio Abate. Nel 649 vi fu traslato da Aquileia il corpo di San Crisogono, e la chiesa venne a lui dedicata. In seguito con l'arrivo dei monaci benedettini si formò il monastero di San Crisogono che venne poi elevato al titolo di abbazia.
Fu ricostruita una prima volta fra il IX e il X secolo, e quindi una seconda nel 1175, assumendo la veste definitiva in stile romanico lombardo. In età barocca fu modificato l'interno.
Adiacente alla chiesa era il monastero, soppresso durante l'età napoleonica e infine distrutto dai bombardamenti della seconda guerra mondiale.

## Caratteristiche
È una chiesa a pianta basilicale, a tre navate divise da colonne di reimpiego e tetto a capriate.
L'altare maggiore, di scuola veneziana, fu costruito agli inizi del Settecento come ex voto per la fine della pestilenza del 1632. Nelle absidi restano tracce dell'antica decorazione pittorica di età romanica.